# Plexus cervical
Pour les articles homonymes, voir plexus.
Le plexus cervical est un plexus nerveux formé par les branches antérieures des quatre premiers nerf cervicaux avec une petite contribution du cinquième nerf cervical. Il est constitué de branches motrices formant le plexus cervical profond et de branches sensitives formant le plexus cervical superficiel. Il se situe derrière le muscle sterno-cléido-mastoïdien.
Entre chaque branche antérieure contigüe se forme trois anses, ainsi qu'une anse entre les quatrième et cinquième nerfs cervicaux, le cinquième nerf cervical faisant partie des racines du plexus brachial. Les deux premières anses sont nommées respectivement anse de l'atlas (entre C1 et C2)  et anse de l'axis (entre C2 et C3).

## Plexus cervical profond
La branche antérieure du premier nerf cervical donne un rameau communiquant  avec le nerf hypoglosse.  Il suit son trajet dans la même gaine que ce nerf et fournit  la racine supérieure de l'anse cervicale et deux branches musculaires pour les muscles génio-hyoïdien et thyro-hyoïdien.
Les branches antérieures des deuxième et troisième nerfs cervicaux forment la racine inférieure de l'anse cervicale.
Les branches antérieures des troisième et quatrième nerfs cervicaux, avec une contribution du cinquième nerf cervical forment le nerf phrénique qui innerve la moitié homolatérale du diaphragme. Le plexus cervical joue par conséquent un rôle vital par l'intermédiaire de son contrôle de la ventilation pulmonaire.

## Plexus cervical superficiel
La branche antérieure du deuxième nerf cervical donne le nerf petit occipital.
Les branches antérieures des deuxième et troisième nerfs cervicaux donne le nerf grand auriculaire et le nerf transverse du cou.
Les branches antérieures des troisième et quatrième nerfs cervicaux donne le nerf supra-claviculaire.